# Fiona Hyslop

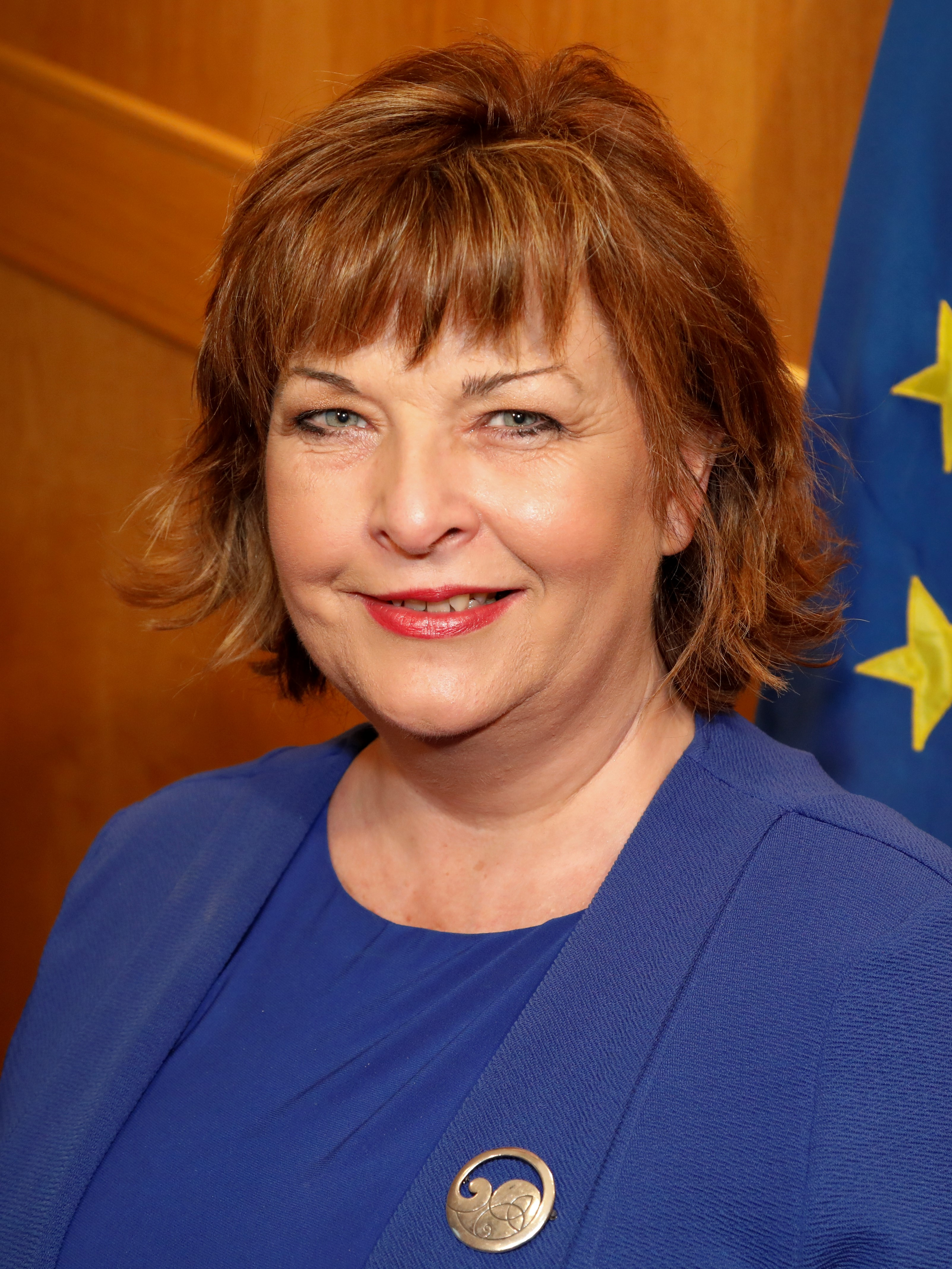
Fiona Hyslop

Fiona Hyslop (* 1. August 1964 in Irvine) ist eine schottische Politikerin und Mitglied der Scottish National Party (SNP).

## Leben
Hyslop besuchte die Ayr Academy und anschließend die Glasgow University, die sie mit einem Master in Wirtschaftsgeschichte und Soziologie abschloss. Es schloss sich der Besuch des Scottish College of Textiles an, bevor Hyslop ab 1986 für ein Versicherungsunternehmen tätig wurde. Hyslop ist verheiratet, hat drei Kinder und lebt in Linlithgow.

## Politischer Werdegang
Bei den Schottischen Parlamentswahlen 1999 trat Hyslop als Listenkandidatin für die SNP in der Wahlregion Lothians an und zog in das Schottische Parlament ein. Bei den Parlamentswahlen 2003 und 2007 war Hyslop als Direktkandidatin für den Wahlkreis Linlithgow aufgestellt, unterlag jedoch jeweils der Kandidatin der Labour Party Mary Mulligan. Sie zog jedoch jeweils als Listenkandidatin der Wahlregion in das Parlament ein. Zwischen Dezember 2009 und Mai 2011 hatte Hyslop den Ministerposten für Kultur und Äußere Angelegenheiten inne. Erst bei den Schottischen Parlamentswahlen 2011 konnte sie erstmals das Direktmandat des Wahlkreises Linlithgow gewinnen.
Hyslop gab im März 2025 bekannt, bei der Wahl zum schottischen Parlament im Jahr 2026 nicht erneut zu kandidieren.

## Weiterführende Informationen
- Eigene Netzpräsenz
- Eintrag auf den Seiten der SNP
- Eintrag auf den Seiten des Schottischen Parlaments

| Personendaten    | Personendaten           |
| ---------------- | ----------------------- |
| NAME             | Hyslop, Fiona           |
| KURZBESCHREIBUNG | schottische Politikerin |
| GEBURTSDATUM     | 1. August 1964          |
| GEBURTSORT       | Irvine                  |